# Corythaeola cristata
Corythaeola cristata là một loài chim trong họ Musophagidae. Với chiều dài 70–76 cm (28–30 in), nó là loài turaco lớn nhất. Nó có bộ lông chủ yếu là màu xanh xám với mào màu xanh đen thẳng đứng cao khoảng 10 cm. Con đực và con cái có bộ lông tương tự nhau. Chúng phổ biến khắp rừng mưa nhiệt đới Châu Phi.

## Phân loại
Nhà sinh vật học người Pháp Louis Vieillot đã xếp loài turaco xanh lớn vào chi "Musophaga cristata" vào năm 1816, trước khi nhà sinh vật học người Đức Ferdinand Heine xếp vào chi của nó vào năm 1860.
Turaco xanh lớn là loài duy nhất thuộc phân họ Corythaeolinae trong họ turaco. Họ hàng gần nhất của nó là các loài chim di cư và chim ăn thực vật thuộc chi Crinifer. Tổ tiên chung của cả hai khác với tổ tiên của tất cả các loài turaco khác.
Tên "Great blue turaco" đã được Ủy ban nghiên cứu về chim quốc tế (IOC) chỉ định là tên chung chính thức.  Nó còn được gọi là blue plantain eater.

## Miêu tả
Thông thường, loài turaco xanh lớn cao từ 70–76 cm (28–30 in) chiều dài với khối lượng khoảng 800–1.231 g (1,764–2,714 lb). Turaco lớn màu xanh dương trưởng thành có phần trên chủ yếu là màu xanh xám với mào thẳng đứng màu xanh đen, cằm trắng, ức dưới màu xanh lục vàng và bụng màu vàng sẫm dần đến màu nâu hạt dẻ. Các tấm phủ dưới đuôi có màu hạt dẻ, và phần dưới đuôi có màu đen và hơi vàng. Cuống màu vàng có đầu màu đỏ cam, mắt màu nâu, bao quanh bởi một vòng da trần màu đen. Chân và bàn chân màu đen với lòng bàn chân màu vàng. Hai giới có bộ lông tương tự nhau.

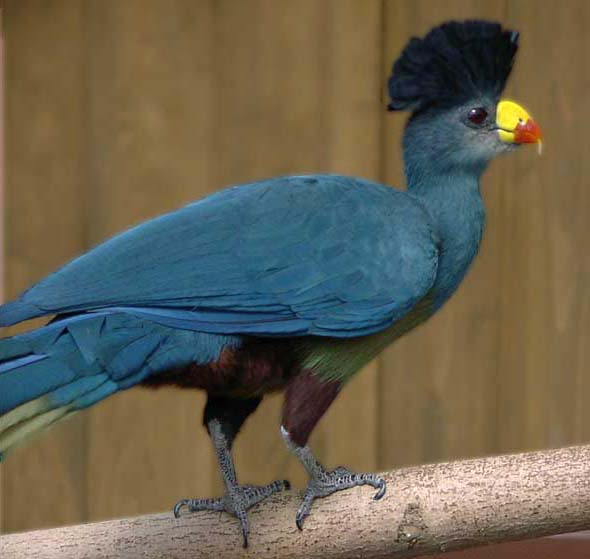
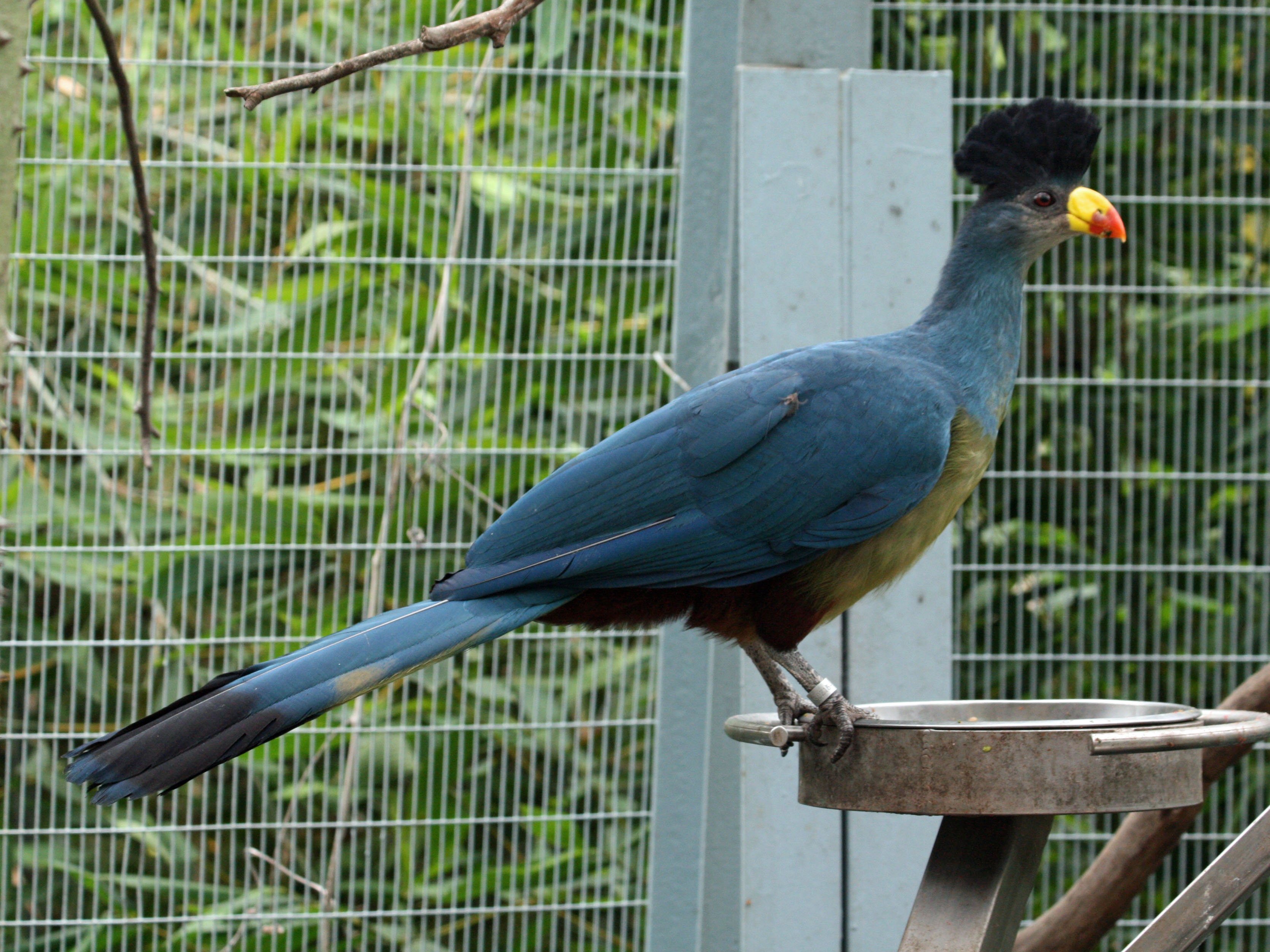
Tại vườn thú San Diego, California
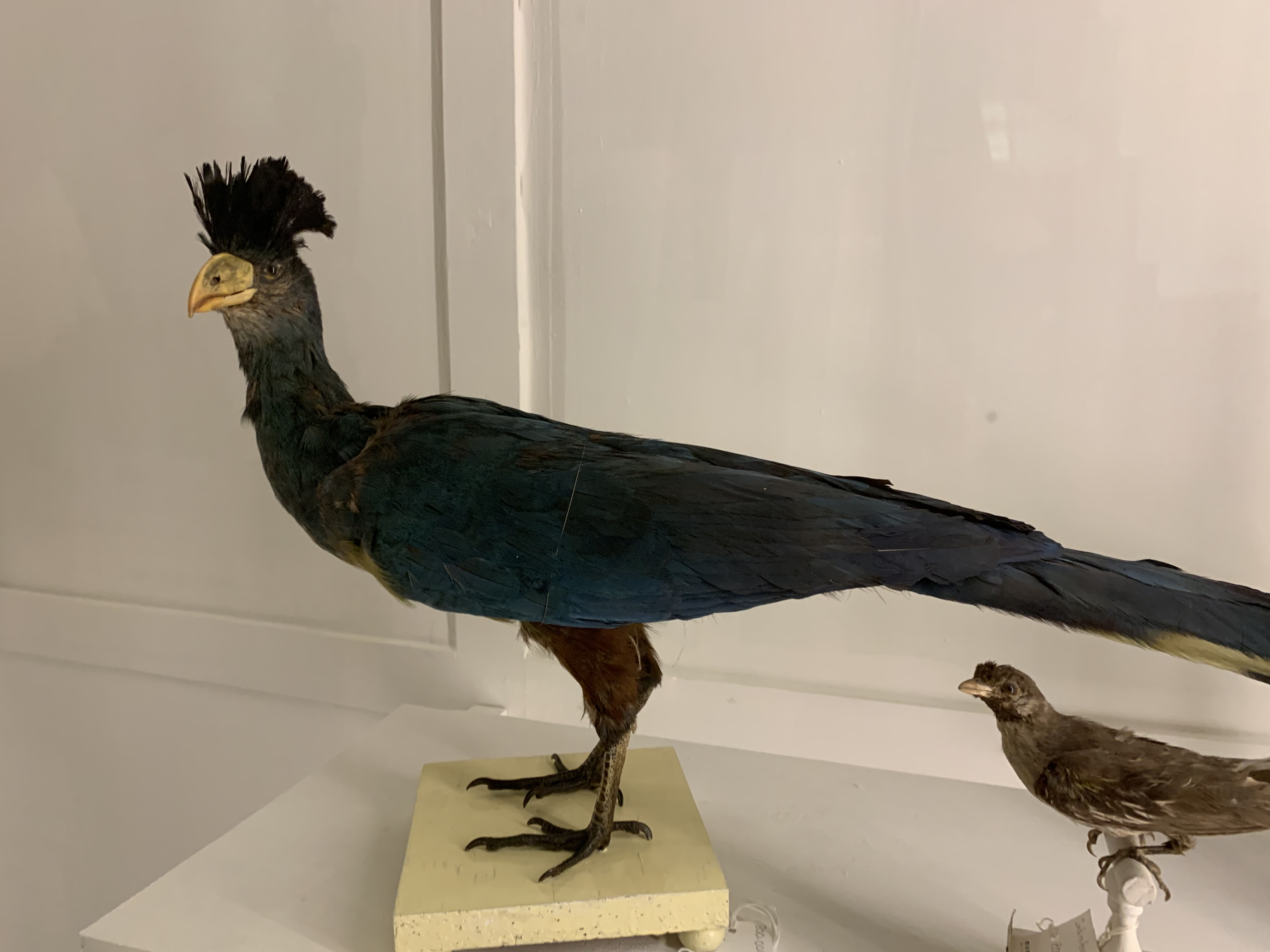
Mẫu vật tại Bảo tàng Khoa học của Đại học Coimbra, Bồ Đào Nha

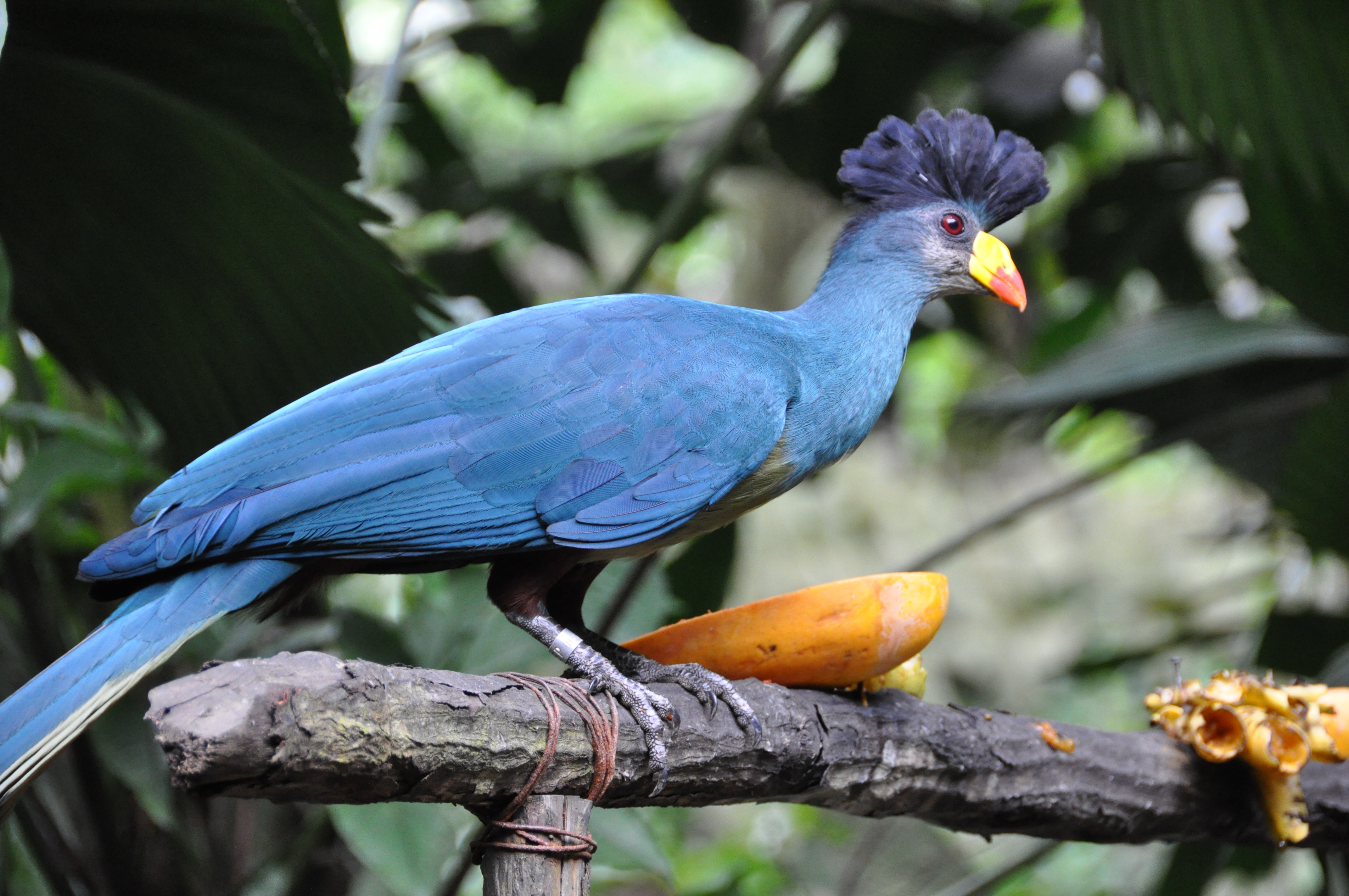
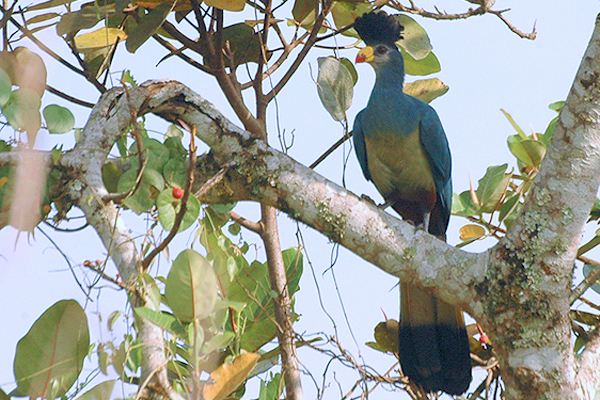

## Phân bố và sinh cảnh
Loài này trải dài từ phía đông Guinea qua Châu Phi đến dãy núi Imatong ở miền nam Sudan, Uganda, Tanzania và Tây Kenya về phía nam đến Cộng hòa Dân chủ Congo và Angola. Nó sinh sống trong rừng nhiệt đới và rừng dọc theo sông. Nó đã thích nghi với những khu vực bị con người tàn phá và có thể sống ở những khu vực này.

## Hành vi
Họ turaco xanh lớn có tính chất hòa đồng, sống với các loài chim khác tạo thành các bầy nhỏ gồm sáu hoặc bảy cá thể.

### Thức ăn
Turaco xanh lớn ăn lá, hoa, cũng như quả của nhiều loài thực vật, bao gồm cả những loài thuộc các chi Musanga, Cissus, Ficus (như Ficus capensis) Polyalthia, Heisteria, Dacryodes, Pachypodanthium, Uapaca, Strombosia, Trichilia, Drypetes, Viscum, Beilschmiedia, Coelocaryon, Croton và Pycnanthus. Ở Kenya, người ta đã ghi nhận chúng ăn quả nhãn (Bridelia micrantha) vào tháng 4, nhót tây (Eriobotrya japonica) vào tháng 7, ổi (Psidium guajava) vào tháng 9 và Cordia africana vào tháng 11 và 12. Nghiên cứu thực địa ở Rwanda cho thấy lá cây chiếm khoảng 25% chế độ ăn uống của chúng, chúng ăn lá cây thường xuyên hơn khi có ít trái cây. Loài này cũng đóng một vai trò trong việc phát tán hạt giống vì nó thường phát tán hạt giống trong phân của mình cách cây bố mẹ một khoảng cách xa.

### Chăn nuôi
Các loài làm tổ trên cây cao từ 8 đến 25 trên mặt đất. Cả con đực và cái đều ấp hai (hiếm khi một hoặc ba) trứng trong 29–31 ngày. Trứng có màu trắng hoặc trắng xanh lục và gần như tròn, có kích thước 46–50 mm x 41–43 mm (1,8–2,0 inch x 1,6–1,7 inch).

## Đối với con người
Chúng được đánh giá cao như một loại thực phẩm ở Tây Phi, nó thường bị người dân địa phương săn bắt và ăn. Những người Mbuti ở Rừng nhiệt đới Ituri tại Cộng hòa Dân chủ Congo kể về loài turaco màu xanh lam (mà họ gọi là kulkoko) điềm báo nguy hiểm. Họ cũng tin rằng phụ nữ ăn loài này khi đang mang thai có thể sinh khó hoặc sinh con dị dạng. Nó cũng là động vật vật tổ của tộc và do đó, các thành viên của tộc đó không thể ăn được, nếu họ ăn nó, răng của họ được cho là sẽ rụng.